# Avicularia geroldi
Avicularia geroldi là một loài nhện trong họ Theraphosidae và thuộc chi Avicularia. Loài này phân bố ở Brasil.

## Hình ảnh

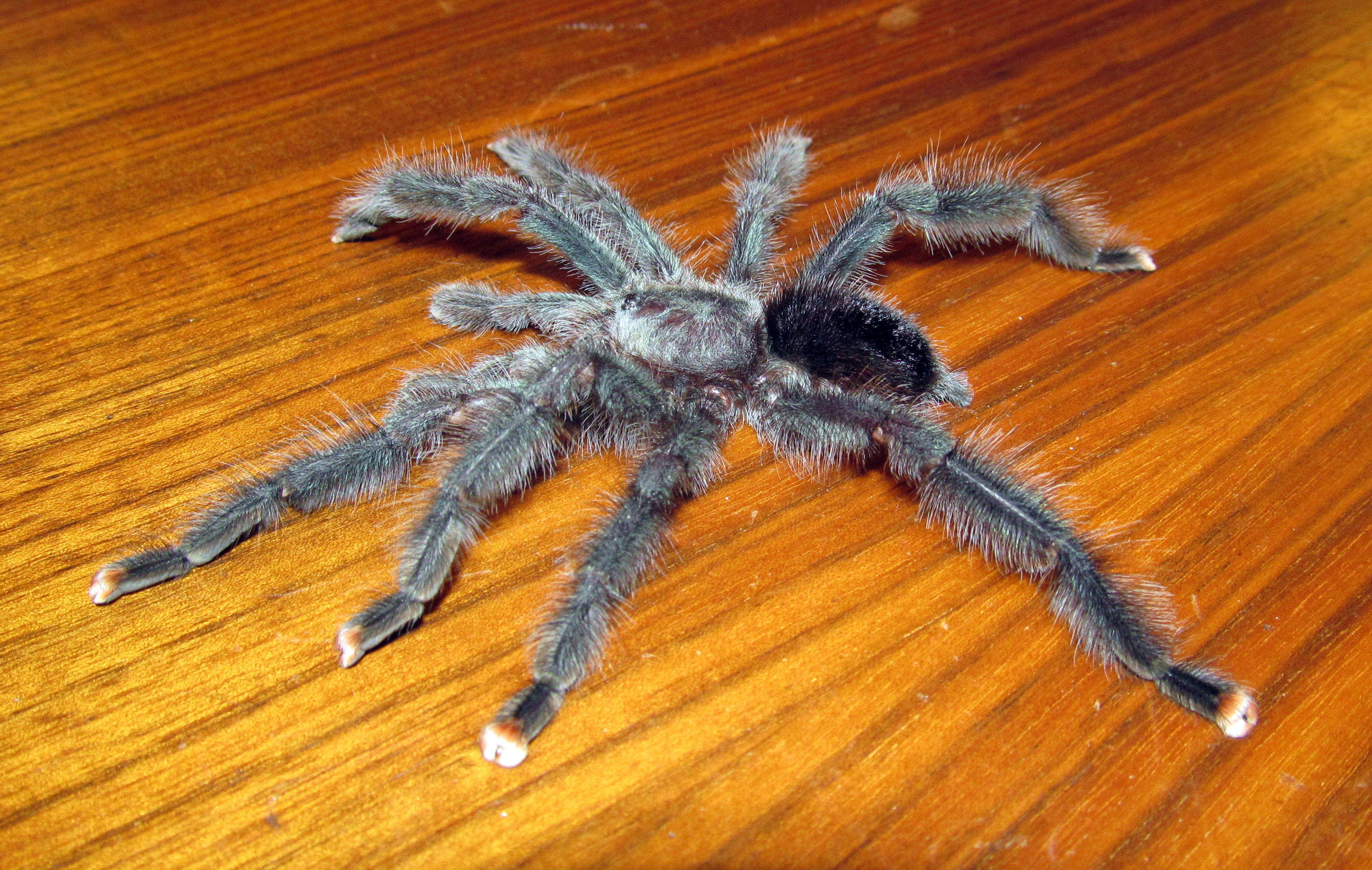
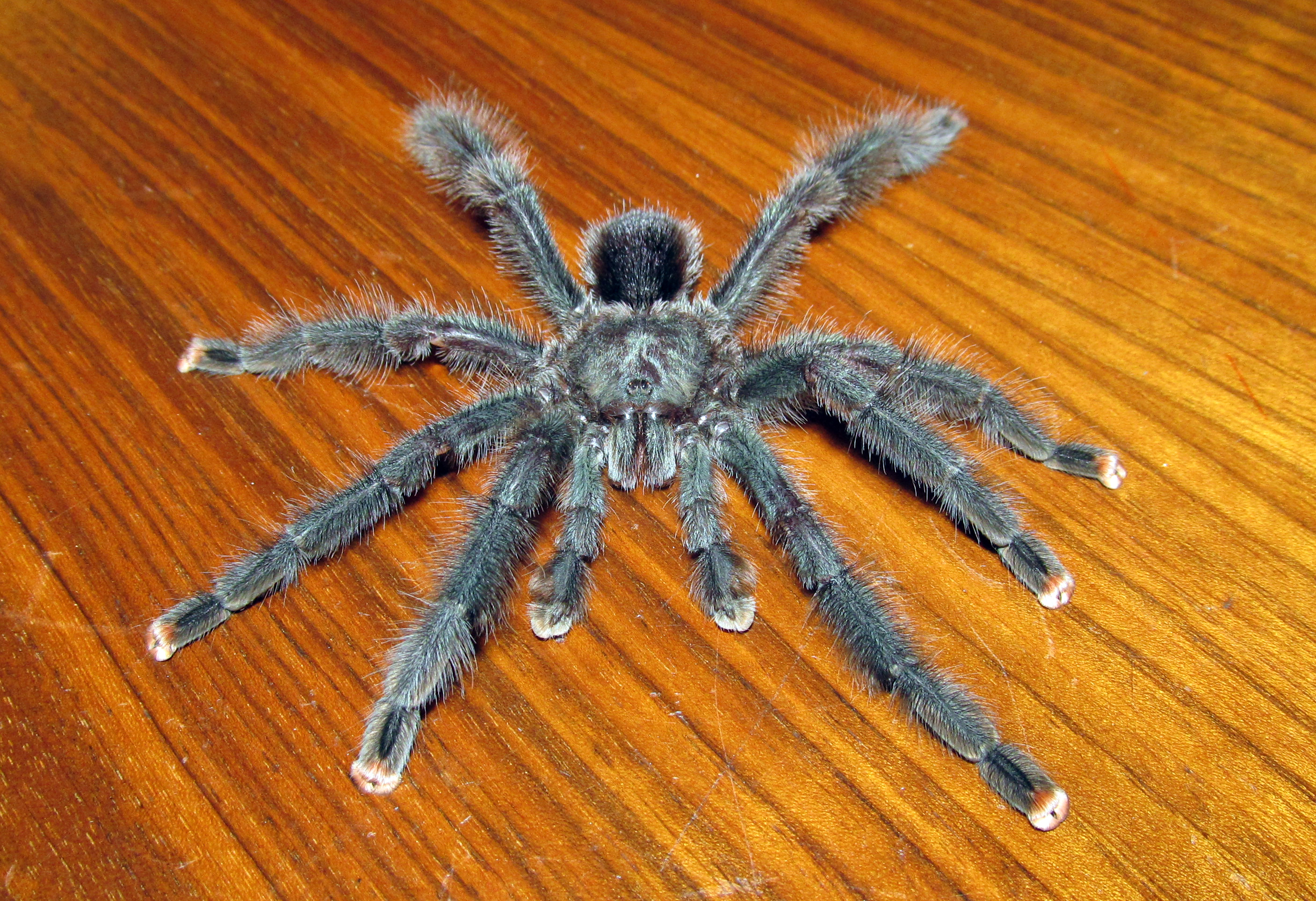
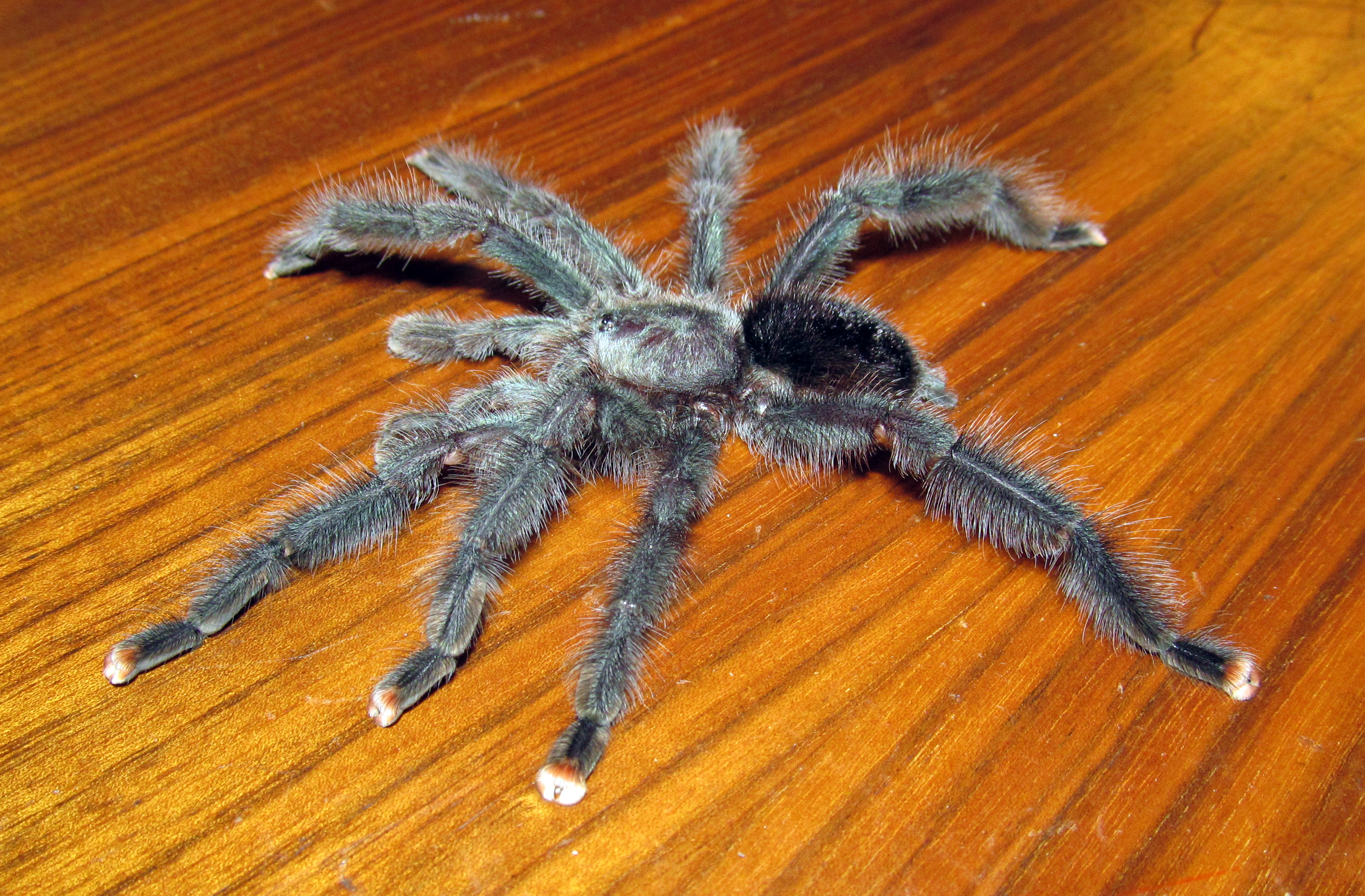
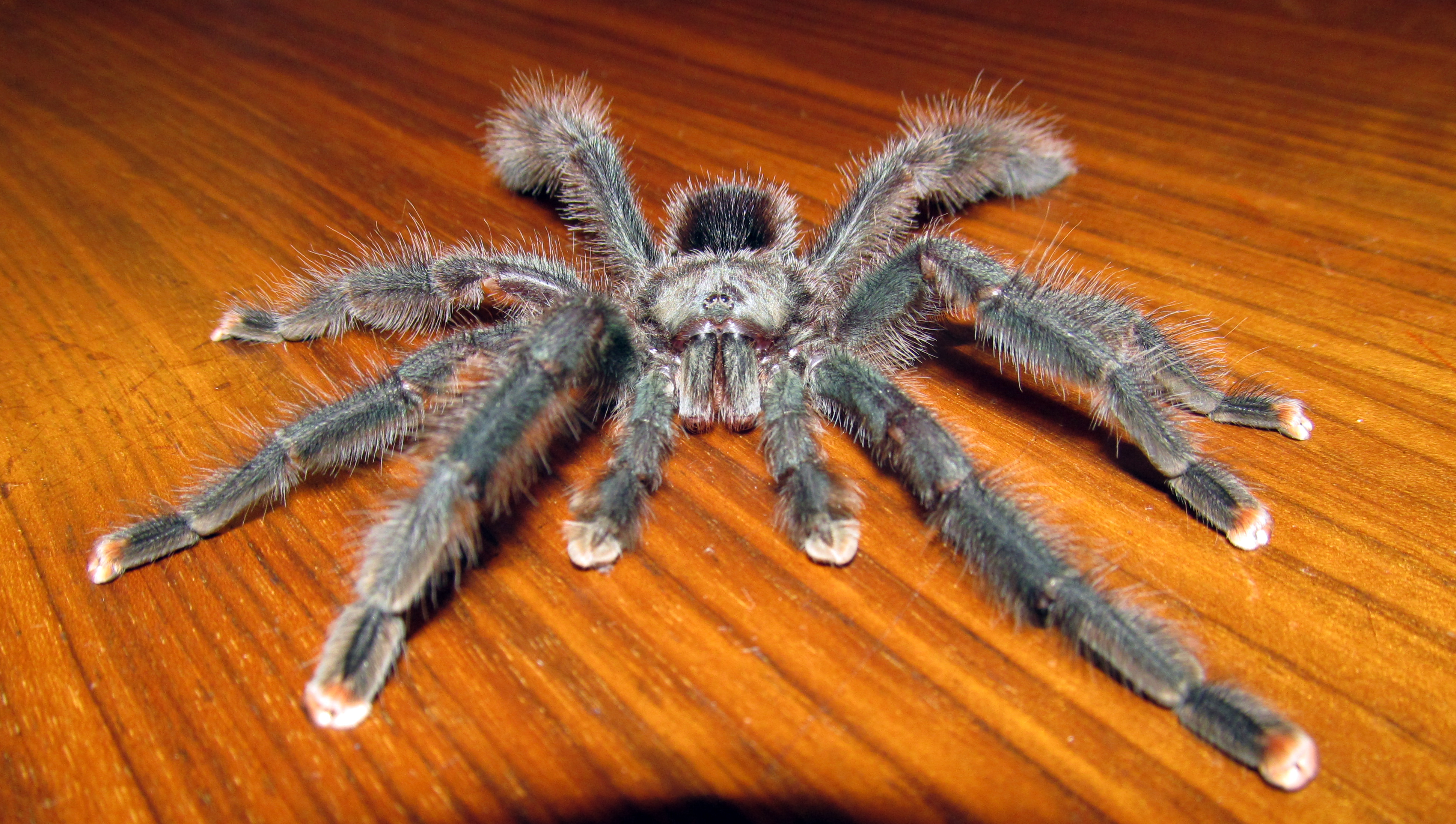